# 7688 Lothar
7688 Lothar è un asteroide della fascia principale. Scoperto nel 1960, presenta un'orbita caratterizzata da un semiasse maggiore pari a 2,2824716 UA e da un'eccentricità di 0,1542561, inclinata di 7,36981° rispetto all'eclittica.